# そり舌はじき音
そり舌はじき音（そりじた はじきおん）は、子音の種類の一つ。舌をそらせ舌尖で歯茎後部を軽く弾くことによって生じる音。国際音声記号では[ɽ]と記述される。

## 特徴
- 気流の起こし手 - 肺臓からの呼気。
- 発声 - 声帯の振動を伴う有声音。
- 調音
  - 調音位置 - 持ち上げられた舌尖と歯茎後部によるそり舌音。
  - 調音方法
    - 口腔内の気流 - 舌の中央の隙間を気流が通る中線音。
    - 調音器官の接近度 - 瞬間的な閉鎖を一回だけ作るはじき音。
    - 口蓋帆の位置 - 口蓋帆を持ち上げて鼻腔への通路を塞いだ口音。

## 言語例
- 日本語 そら [soɽa]
日本語ではら行の子音が母音に挟まれたときに現れる。話者によっては歯茎はじき音を用いる。
- インド・ヨーロッパ語族
  - ノルウェー語（東部から中部の方言で） blad [bɽɑː] ページ
  - スウェーデン語（中部の方言で） blad [bɽɑːd] 葉、羽根、ページ
  - インド語派に属する言語の一部。ヒンディー語 ड़ やパンジャーブ語など。
- ハウサ語 bara [bəɽa] 使用人
- ドラヴィダ語族に属する言語の多く。タミル語 ட (ṭa; [ʈ], [ɖ], [ɽ]) など。